# Hídelvei református templom
A kolozsvári hídelvei református templom vagy Millenniumi református templom a Horea úton (előtte Regele Ferdinand, előzőleg Ferenc József út) található. 
Hídelve református lakossága kezdetben a belvárosi templomokat látogatta, majd a 17. századtól feltehetőleg az Astoria helyén álló városi ispotályban tartották istentiszteleteiket. Miután 1833-ban megépült a hídelvi református iskola, gyülekezeti összejövetelek színhelyéül is használták. 1896. február 2-án templom építését határozták el, az alapkövet 1897. június 13-án helyezték el. Az 1898. április 3-án felszentelt templom Szalai Ferenc tervei alapján, Szász Domokos püspök idején épült. Első lelkipásztora Molnár Lőrinc volt.
1906-ban bevezették a fűtést, 1907-ben avatták fel az orgonát, 1912-től van villanyvilágítás. Az 1914-ben háborús célokra beszolgáltatott három harang helyett 1928-ban két újat öntettek. 1937-ben a templomot felújították. A város 1944-es bombázása során a templom csak kis mértékben károsodott: betörtek az ablakok, a tornyon meghajlottak az óralapok, és a tölgyfaajtó kirepült a keretéből; a templom telkén álló szeretetház azonban lakhatatlanná vált.
1948 után a hídelvi gyülekezetből önállósult a kerekdombi és az Irisz-telepi gyülekezet.